# Macroprotodon cucullatus
Il colubro dal cappuccio (Macroprotodon cucullatus, (Geoffroy de St-Hilaire, 1827)) è un serpente appartenente alla famiglia Colubridae.

## Distribuzione e habitat
È diffuso in Africa, dall'Egitto all'Algeria, ma si trova anche in Israele e a Lampedusa; è stato introdotto nelle Baleari. Si trova facilmente sui muretti a secco, nella macchia mediterranea e nelle zone più aride.

## Descrizione
È una specie di dimensioni non particolarmente elevate: di solito non supera i 50 cm di lunghezza.
È elegante, sia per la sua livrea, che per la sua conformazione longilinea e scattante; ha la testa piccola e ben tracciata, il capo appiattito e due piccoli occhi con pupilla ovale.
Presenta una livrea dai toni grigio bruni e nel tipo italico un disegno a macchie o barre sul dorso ed una striscia scura su ambo i lati del muso, come a voler congiungere le narici all'occhio.
La parte ventrale è colorata con tonalità dal giallo al rosso e può avere delle striature o macchie nere.

## Biologia
II colubro dal cappuccio è un predatore notturno, (inizia la caccia al tramonto, mentre di giorno si rintana, salvo brevi esposizioni elioterapiche), di piccoli vertebrati (in prevalenza gechi e lucertole). È un colubride opistoglifo che sopprime le prede iniettando un blando veleno da piccole zanne inoculatorie situate nella parte retro mascellare.

È agile e lesto, difficilmente si fa catturare, ma durante le prime ore del mattino è più vulnerabile; qualora catturato, sfodera una inaspettata combattività e mordacità, ma a causa della conformazione buccale e la bassa tossicità del veleno, il suo morso si rivela quasi sempre innocuo per l'uomo che può cavarsela con un arrossamento della cute.

## Riproduzione
La riproduzione è osservabile ogni due anni: la femmina depone da due a sei uova, dalla forma oblunga e con guscio cartapecora.

Alla schiusa, i rettili neonati raggiungono a malapena i 16 cm.